# Cucugnan
Ne doit pas être confondu avec Cucuron ou Saint Cucufa.
Cucugnan  (en occitan : Cucunhan ) est une commune française, située dans le Sud du département de l'Aude en région Occitanie.
Sur le plan historique et culturel, la commune fait partie du massif des Corbières, un chaos calcaire formant la transition entre le Massif central et les Pyrénées. Exposée à un climat méditerranéen, elle est drainée par le Verdouble, le ruisseau de Cucugnan et par divers autres petits cours d'eau. La commune possède un patrimoine naturel remarquable : un site Natura 2000 (les « basses Corbières ») et cinq zones naturelles d'intérêt écologique, faunistique et floristique.
Cucugnan est une commune rurale qui compte 121 habitants en 2022, après avoir connu un pic de population de 312 habitants en 1846. Ses habitants sont appelés les Cucugnanais ou  Cucugnanaises.
Le patrimoine architectural de la commune comprend un immeuble protégé au titre des monuments historiques : le château de Quéribus, classé en 1907.

## Géographie

### Localisation
Commune des Corbières située au pied du mont Tauch sur le Verdouble et sur le terroir viticole Corbières (AOC). Elle est limitrophe du département des Pyrénées-Orientales.

### Communes limitrophes
Les communes limitrophes sont  Duilhac-sous-Peyrepertuse, Maury, Padern et Tautavel.
|                           | Montgaillard (par un quadripoint) | Padern                         |
| Duilhac-sous-Peyrepertuse | Cucugnan                          | Paziols (par un quadripoint)   |
|                           | Maury (Pyrénées-Orientales)       | Tautavel (Pyrénées-Orientales) |

### Géologie et relief
Le Grau de Maury, col situé à 432 mètres, permet d'accéder à Cucugnan en provenance de Maury.
Cucugnan se situe en zone de sismicité 3 (sismicité modérée).

### Hydrographie
La commune est dans la région hydrographique « Côtiers méditerranéens », au sein du bassin hydrographique Rhône-Méditerranée-Corse. Elle est drainée par le Verdouble, le ruisseau de Cucugnan, le ruisseau de Granan, le ruisseau des Bruyères, le ruisseau des Bruyères, le ruisseau de Témézou et le ruisseau du Redounel, qui constituent un réseau hydrographique de 14 km de longueur totale,.
Le Verdouble, d'une longueur totale de 46,7 km, prend sa source dans la commune de Soulatgé et s'écoule vers l'est puis se réoriente au sud. Il traverse la commune et se jette dans l'Agly à Estagel.

### Climat
Pour des articles plus généraux, voir Climat de l'Occitanie et Climat de l'Aude.
En 2010, le climat de la commune est de type climat méditerranéen franc, selon une étude du Centre national de la recherche scientifique s'appuyant sur une série de données couvrant la période 1971-2000. En 2020, Météo-France publie une typologie des climats de la France métropolitaine dans laquelle la commune est exposée à un climat méditerranéen et est dans une zone de transition entre les régions climatiques « Pyrénées orientales » et « Provence, Languedoc-Roussillon ».
Pour la période 1971-2000, la température annuelle moyenne est de 13,9 °C, avec une amplitude thermique annuelle de 15,1 °C. Le cumul annuel moyen de précipitations est de 659 mm, avec 7,7 jours de précipitations en janvier et 3,4 jours en juillet. Pour la période 1991-2020, la température moyenne annuelle observée sur la station météorologique de Météo-France la plus proche, « St Paul De Fenouillet », sur la commune de Saint-Paul-de-Fenouillet à 9 km à vol d'oiseau, est de 14,7 °C et le cumul annuel moyen de précipitations est de 765,9 mm,. Pour l'avenir, les paramètres climatiques de la commune estimés pour 2050 selon différents scénarios d'émission de gaz à effet de serre sont consultables sur un site dédié publié par Météo-France en novembre 2022.

### Milieux naturels et biodiversité

#### Réseau Natura 2000

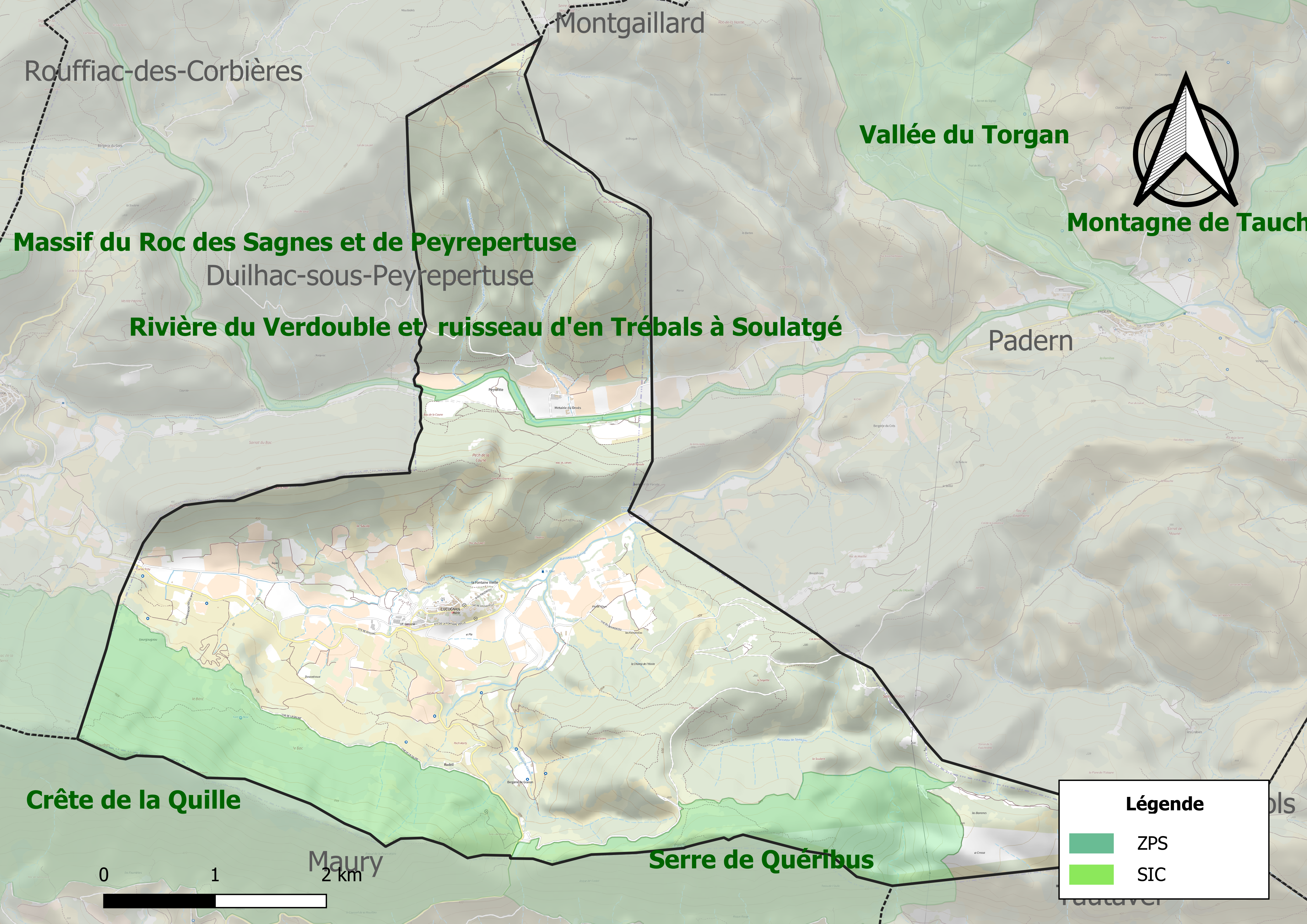
Sites Natura 2000 sur le territoire communal.

Le réseau Natura 2000 est un réseau écologique européen de sites naturels d'intérêt écologique élaboré à partir des directives habitats et oiseaux, constitué de zones spéciales de conservation (ZSC) et de zones de protection spéciale (ZPS). Un site Natura 2000 a été défini sur la commune au titre  de la directive oiseaux : les « basses Corbières », d'une superficie de 29 495 ha, un site important pour la conservation des rapaces : l'Aigle de Bonelli, l'Aigle royal, le Grand-duc d’Europe, le Circaète Jean-le-Blanc, le Faucon pèlerin, le Busard cendré, l'Aigle botté.

#### Zones naturelles d'intérêt écologique, faunistique et floristique
L’inventaire des zones naturelles d'intérêt écologique, faunistique et floristique (ZNIEFF) a pour objectif de réaliser une couverture des zones les plus intéressantes sur le plan écologique, essentiellement dans la perspective d’améliorer la connaissance du patrimoine naturel national et de fournir aux différents décideurs un outil d’aide à la prise en compte de l’environnement dans l’aménagement du territoire. Trois ZNIEFF de type 1 sont recensées sur la commune :
- la « crête de la Quille » (1 391 ha), couvrant 4 communes dont 2 dans l'Aude et 2 dans les Pyrénées-Orientales[17] ;
- la « rivière du Verdouble et ruisseau d'en Trébals à Soulatgé » (71 ha), couvrant 5 communes du département[18] ;
- la « serre de Quéribus » (226 ha), couvrant 3 communes dont 1 dans l'Aude et 2 dans les Pyrénées-Orientales[19] ;

et deux ZNIEFF de type 2, : 
- les « Corbières centrales » (68 810 ha), couvrant 56 communes dont 54 dans l'Aude et 2 dans les Pyrénées-Orientales[20] ;
- le « massif du Fenouillèdes septentrional » (14 046 ha), couvrant 14 communes dont 9 dans l'Aude et 5 dans les Pyrénées-Orientales[21].

Carte des ZNIEFF de type 1 et 2 à Cucugnan.
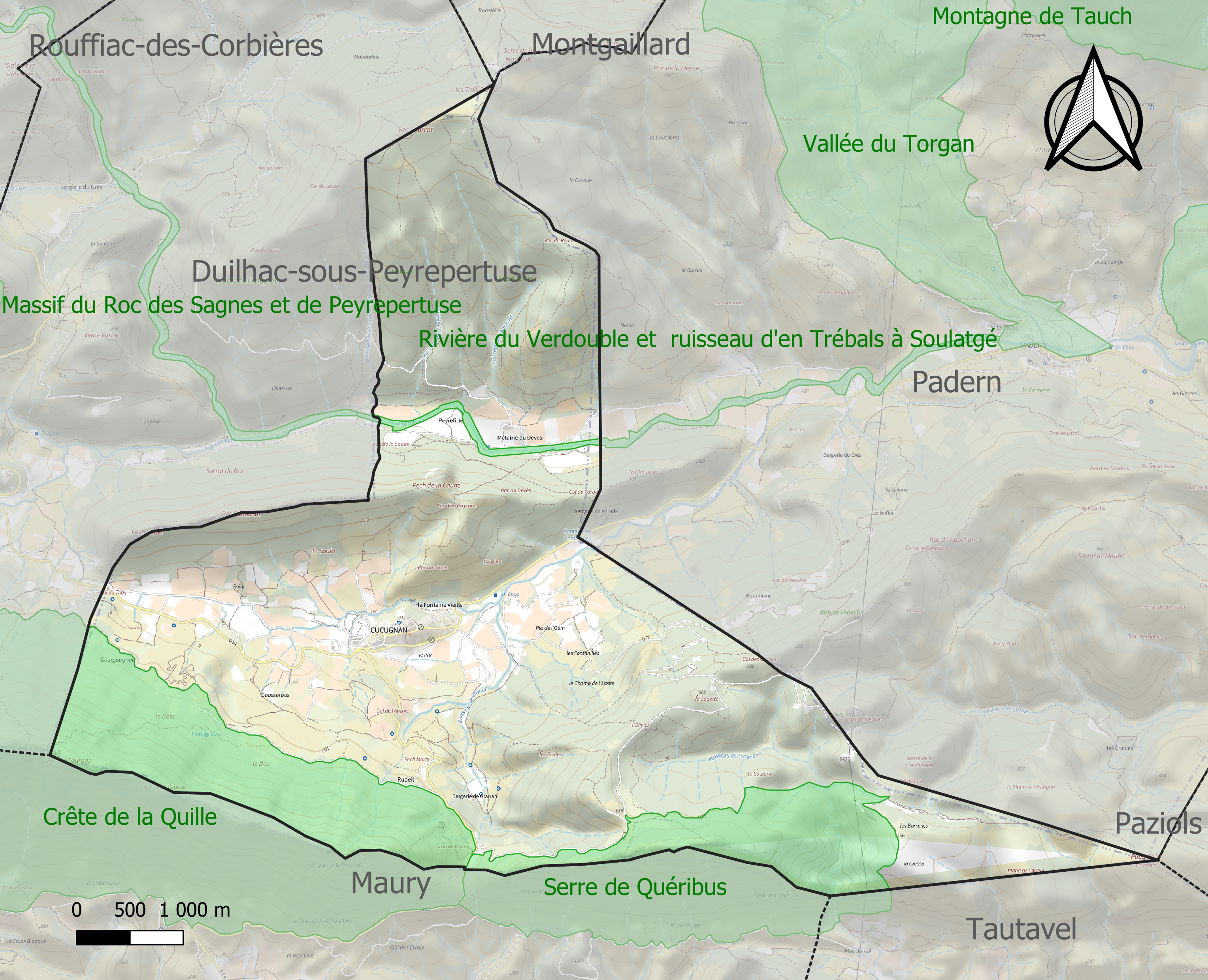
Carte des ZNIEFF de type 1 sur la commune.
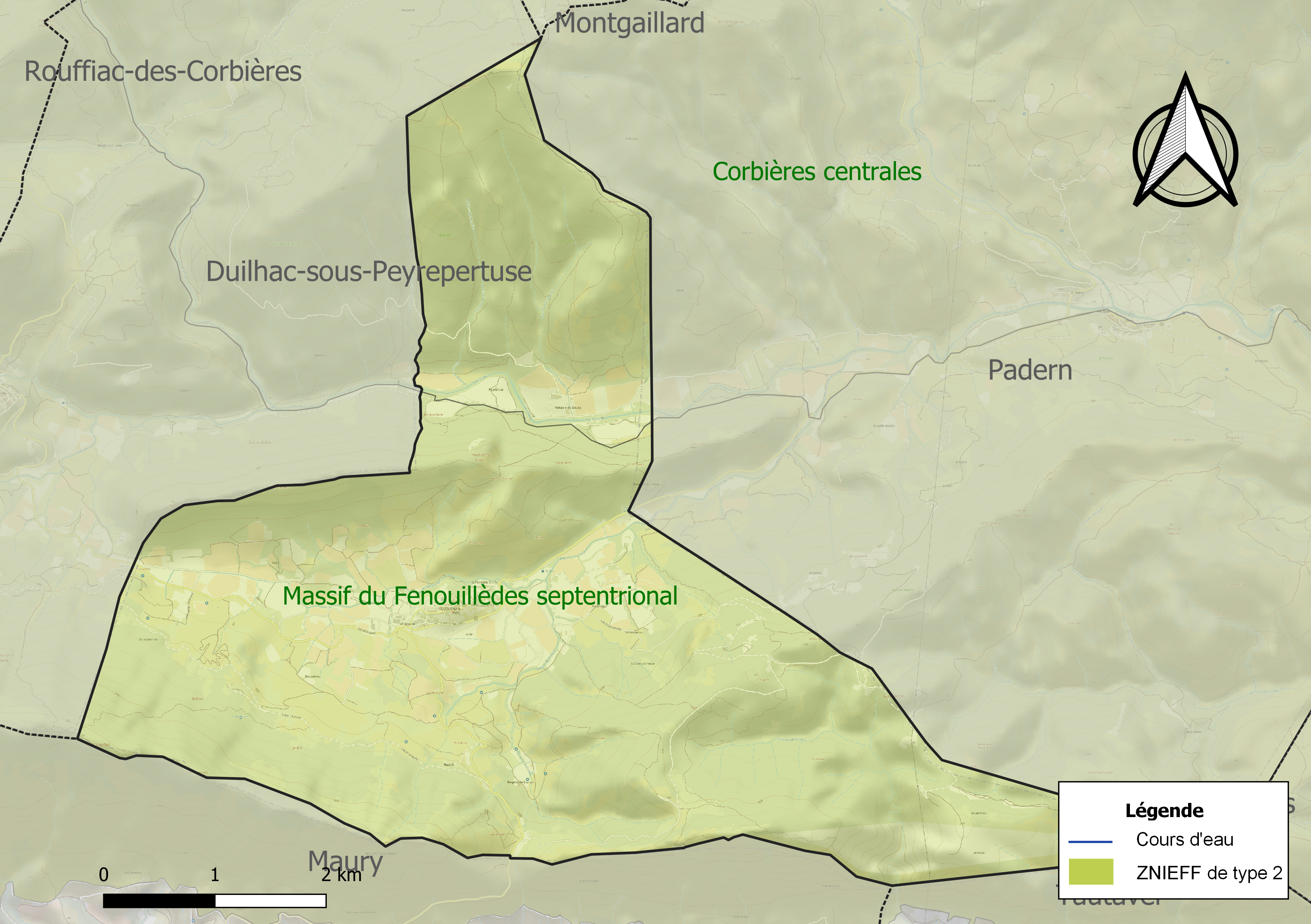
Carte des ZNIEFF de type 2 sur la commune.

## Urbanisme

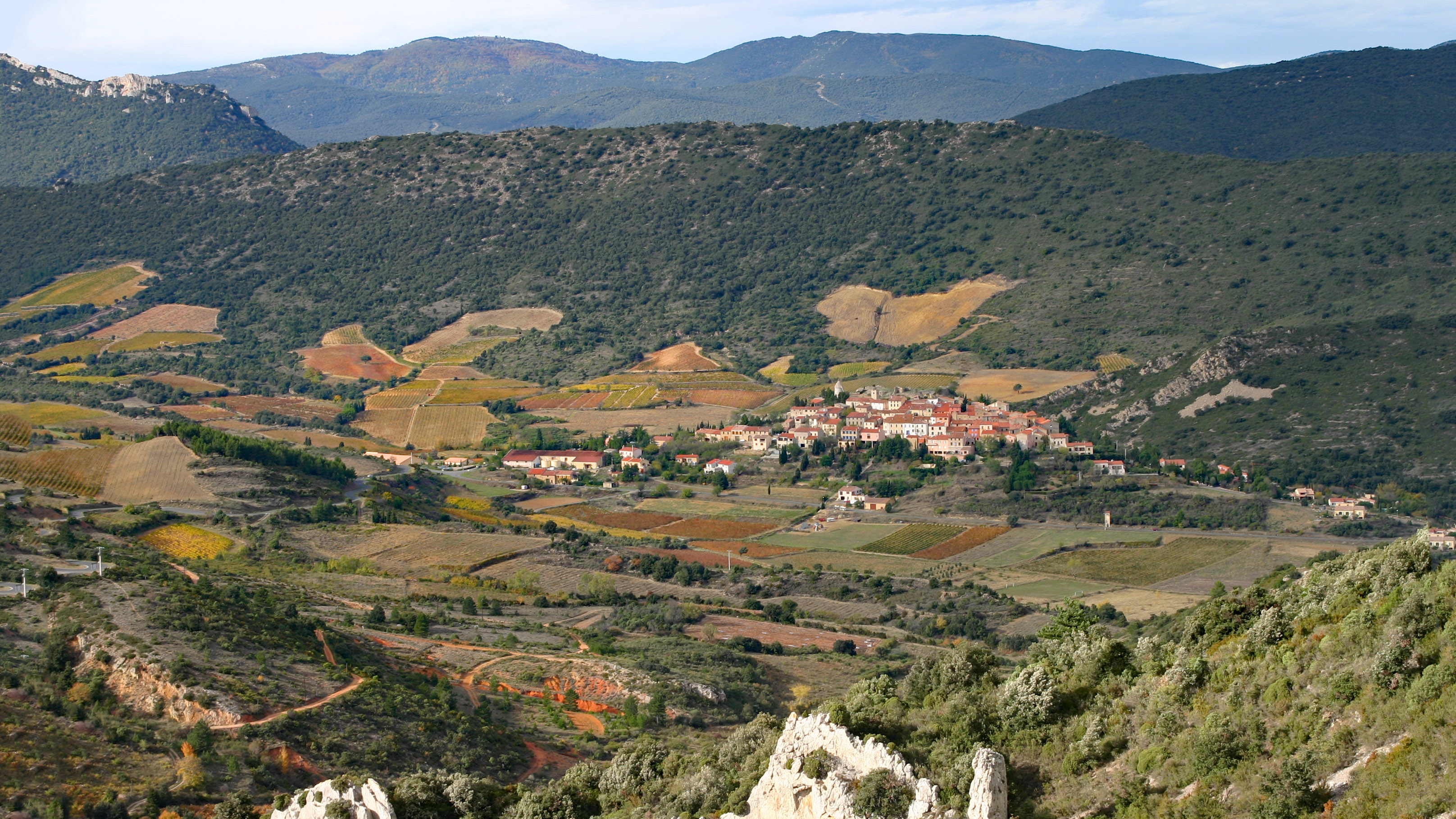
Le village vu du Grau de Maury.
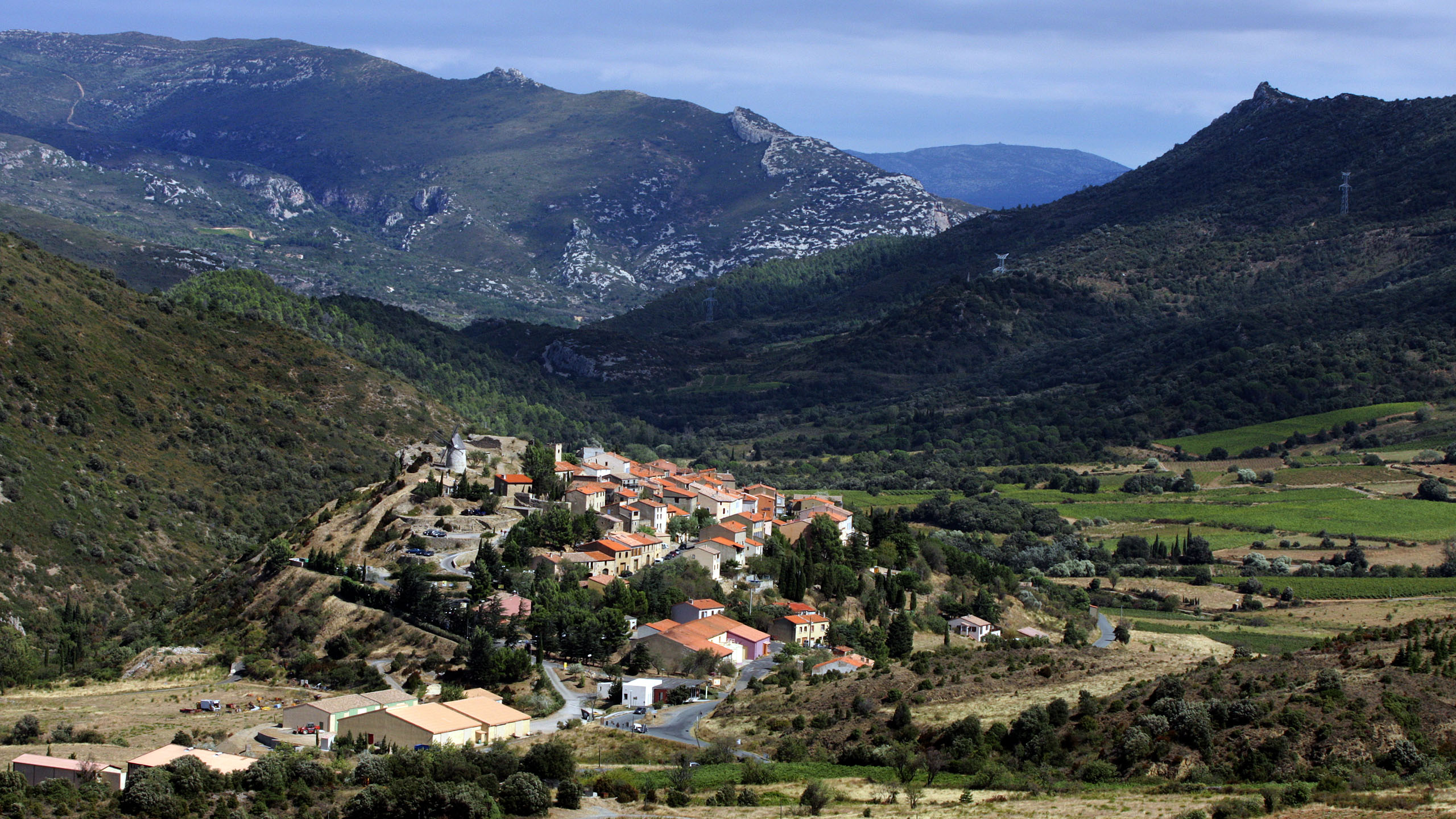
Cucugnan avec au fond le Grau de Padern.
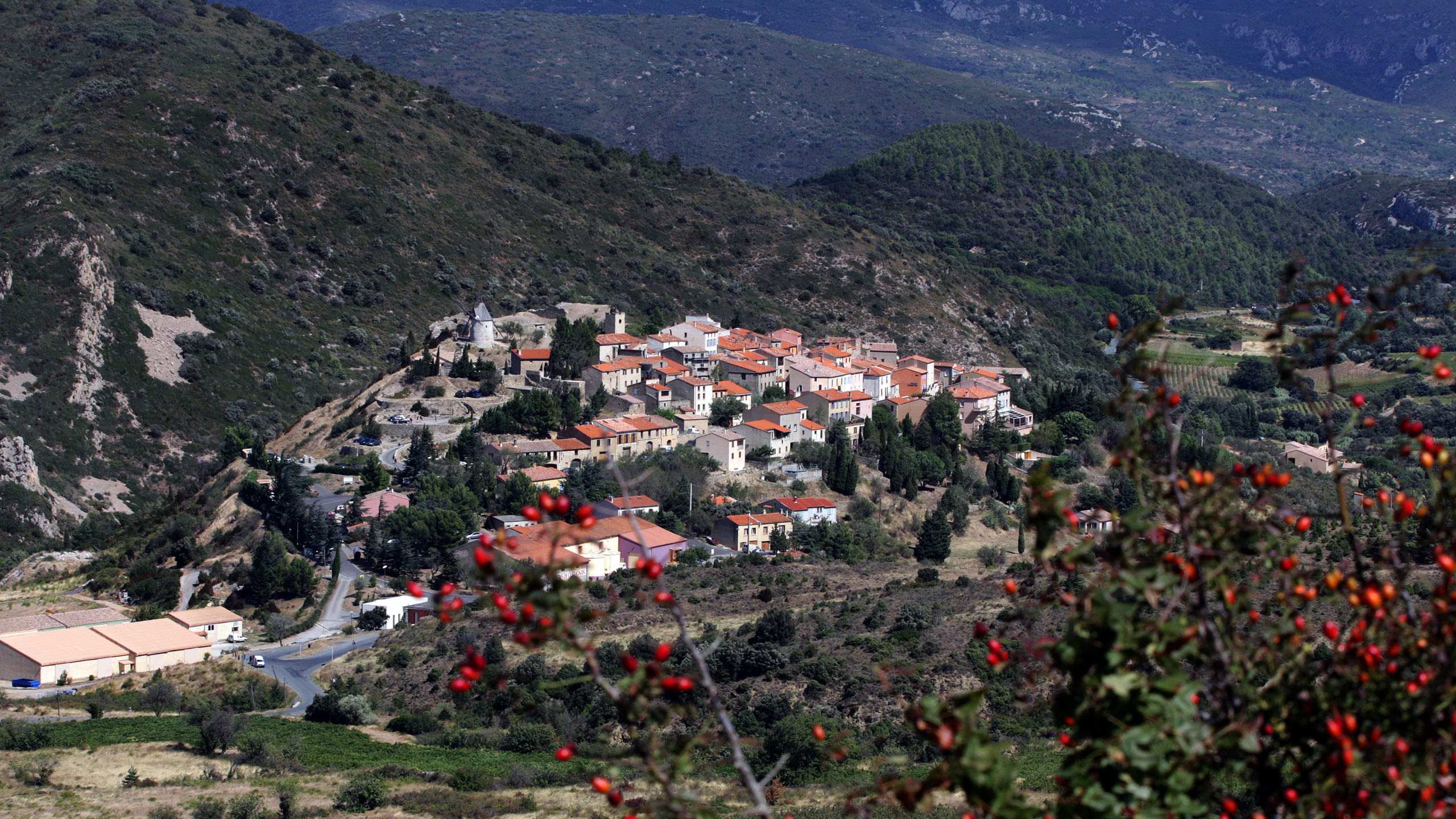
Cucugnan vu de la RD 123.
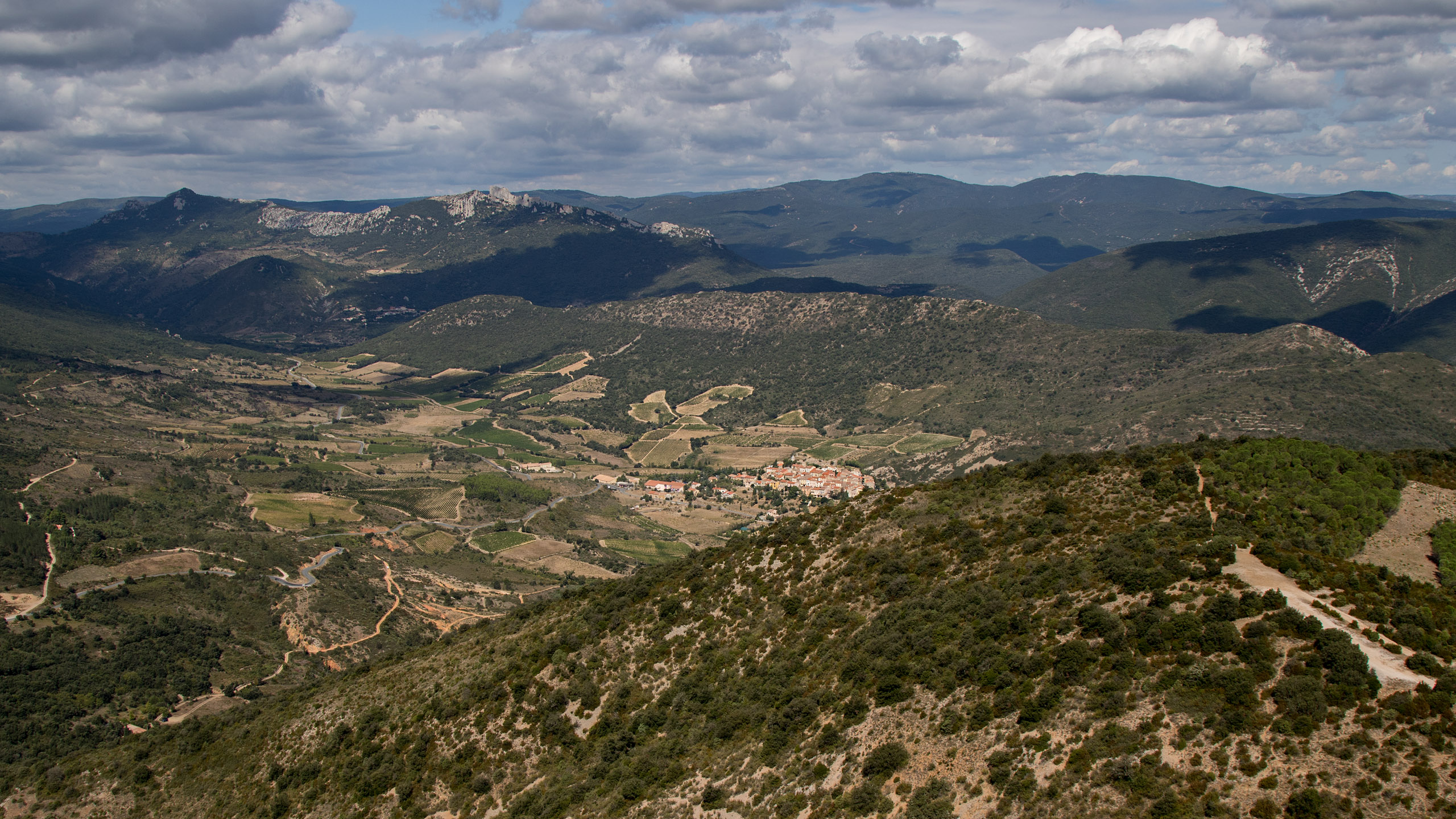
Vue depuis le château de Quéribus, au loin le château de Peyrepertuse.
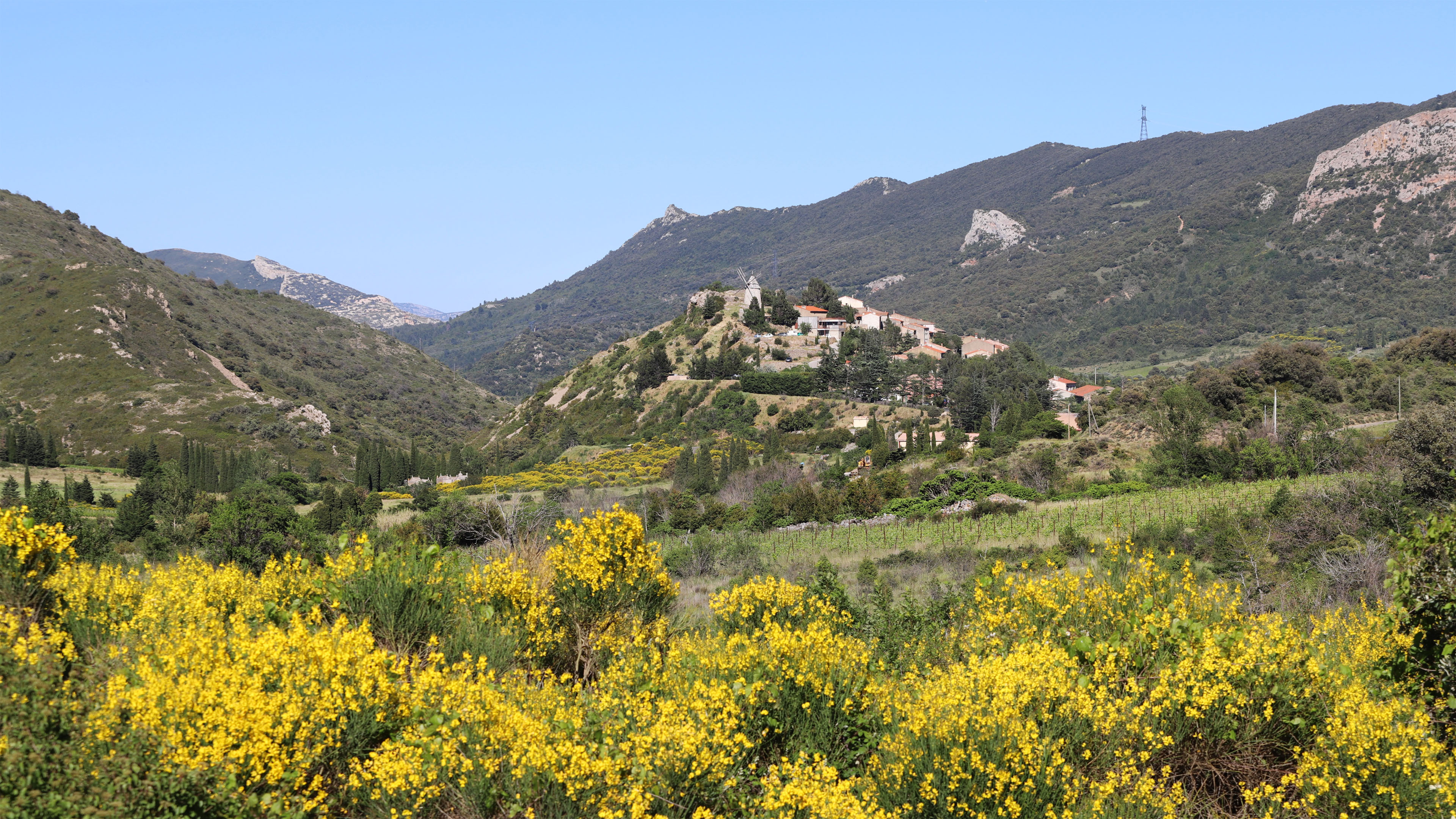
Cucugnan depuis le col du Triby (RD 14).

### Typologie
Au 1er janvier 2024, Cucugnan est catégorisée commune rurale à habitat dispersé, selon la nouvelle grille communale de densité à 7 niveaux définie par l'Insee en 2022.
Elle est située hors unité urbaine et hors attraction des villes,.

### Occupation des sols
L'occupation des sols de la commune, telle qu'elle ressort de la base de données européenne d’occupation biophysique des sols Corine Land Cover (CLC), est marquée par l'importance des forêts et milieux semi-naturels (77,8 % en 2018), une proportion identique à celle de 1990 (77,8 %). La répartition détaillée en 2018 est la suivante : milieux à végétation arbustive et/ou herbacée (40,6 %), forêts (34,3 %), cultures permanentes (22,2 %), espaces ouverts, sans ou avec peu de végétation (3 %). L'évolution de l’occupation des sols de la commune et de ses infrastructures peut être observée sur les différentes représentations cartographiques du territoire : la carte de Cassini (XVIIIe siècle), la carte d'état-major (1820-1866) et les cartes ou photos aériennes de l'IGN pour la période actuelle (1950 à aujourd'hui).

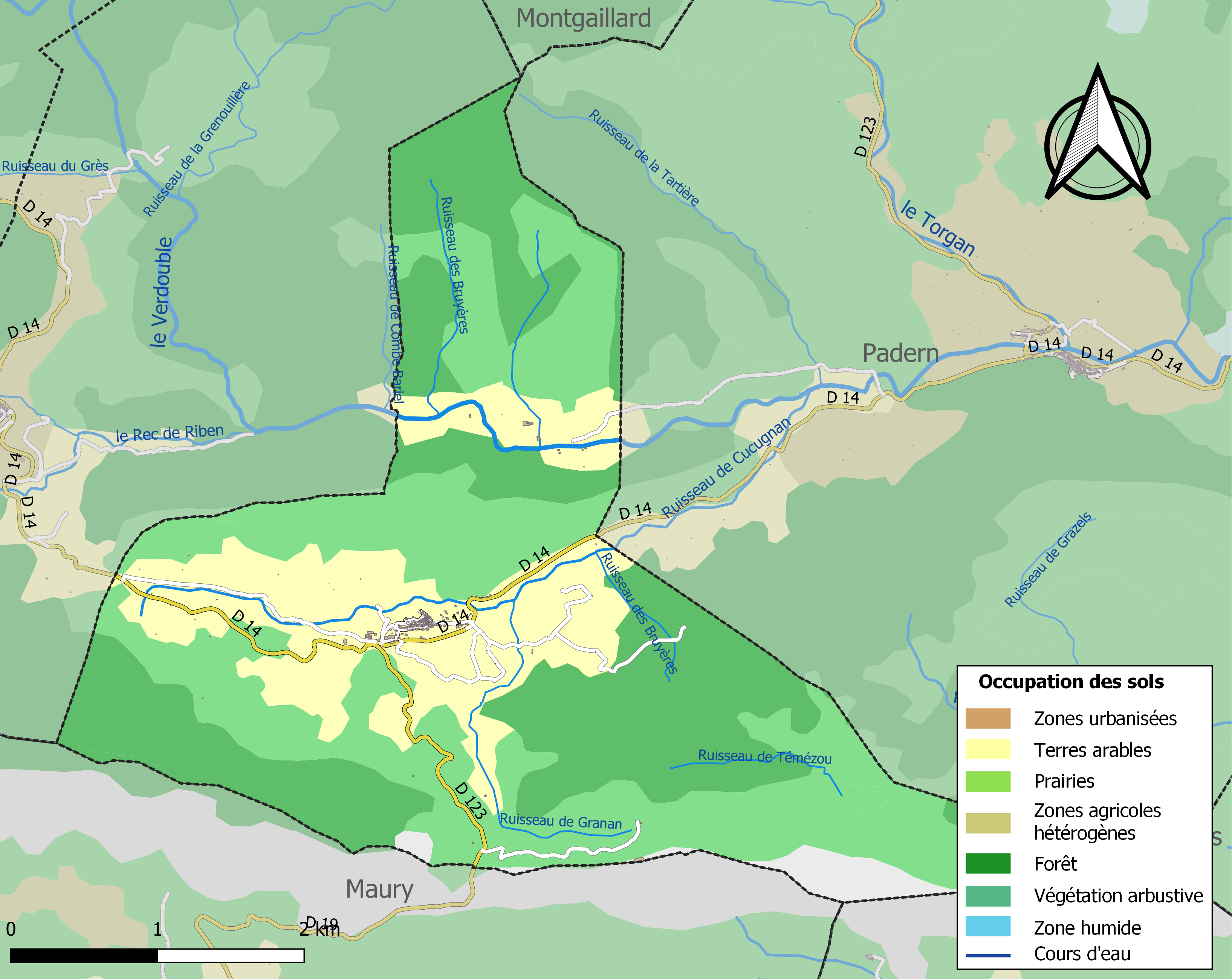
Carte des infrastructures et de l'occupation des sols de la commune en 2018 (CLC).

### Risques majeurs
Le territoire de la commune de Cucugnan est vulnérable à différents aléas naturels : météorologiques (tempête, orage, neige, grand froid, canicule ou sécheresse), inondations, feux de forêts et séisme (sismicité modérée). Un site publié par le BRGM permet d'évaluer simplement et rapidement les risques d'un bien localisé soit par son adresse soit par le numéro de sa parcelle.
Certaines parties du territoire communal sont susceptibles d’être affectées par le risque d’inondation par débordement de cours d'eau, notamment le Verdouble. La commune a été reconnue en état de catastrophe naturelle au titre des dommages causés par les inondations et coulées de boue survenues en 1982, 1987, 1992, 1995, 1996, 1999, 2005, 2009, 2014, 2018 et 2020,.

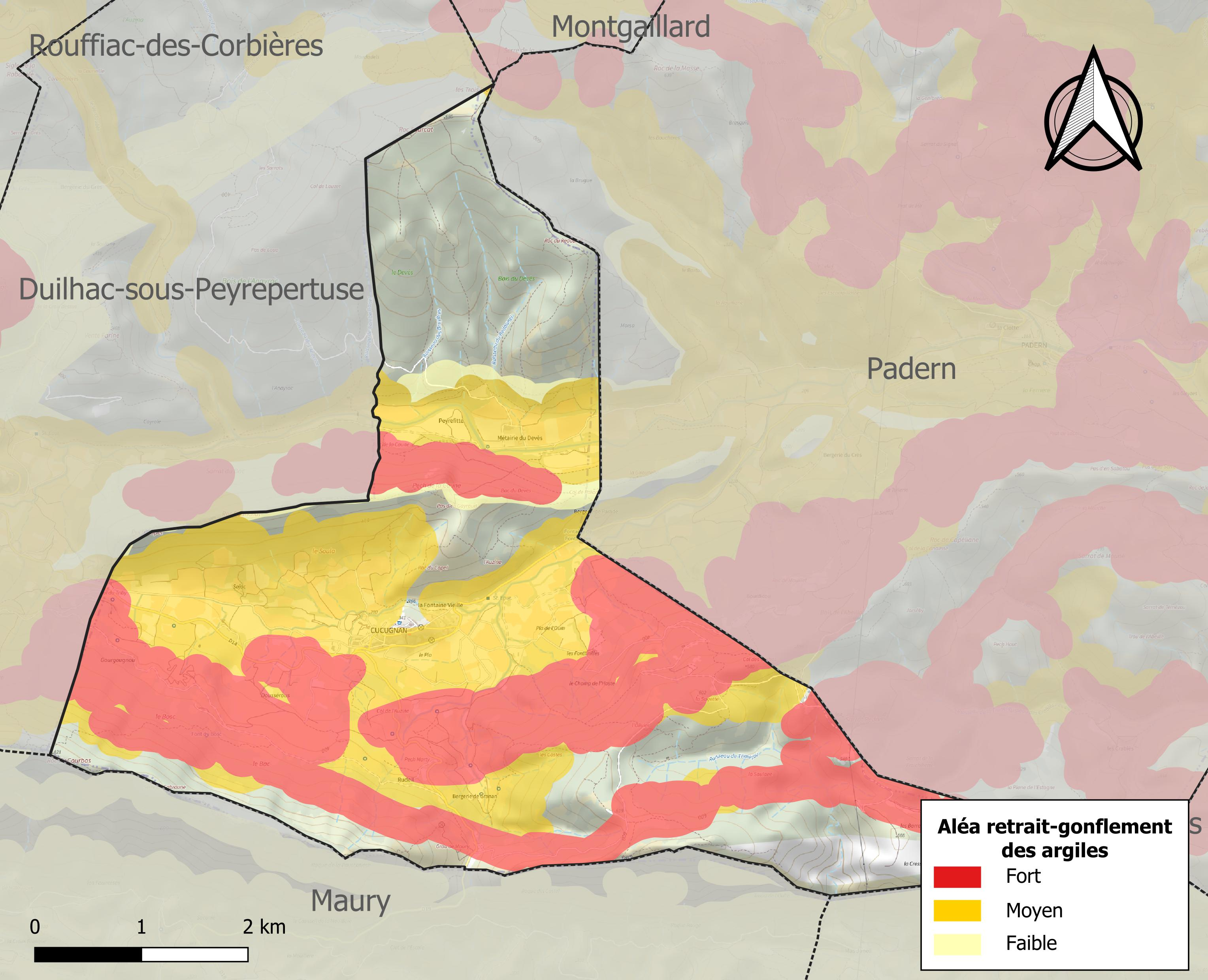
Carte des zones d'aléa retrait-gonflement des sols argileux de Cucugnan.

Le retrait-gonflement des sols argileux est susceptible d'engendrer des dommages importants aux bâtiments en cas d’alternance de périodes de sécheresse et de pluie. 64,8 % de la superficie communale est en aléa moyen ou fort (75,2 % au niveau départemental et 48,5 % au niveau national). Sur les 117 bâtiments dénombrés sur la commune en 2019, 89 sont en aléa moyen ou fort, soit 76 %, à comparer aux 94 % au niveau départemental et 54 % au niveau national. Une cartographie de l'exposition du territoire national au retrait gonflement des sols argileux est disponible sur le site du BRGM,.

## Toponymie
Cucuquieno  en 359, Cucunianum en 951, Cucugnanum, Chugunanum en  1195
Cucugnan (Cucunhan en occitan).
De l'anthroponyme gaulois Cucculus.

## Histoire

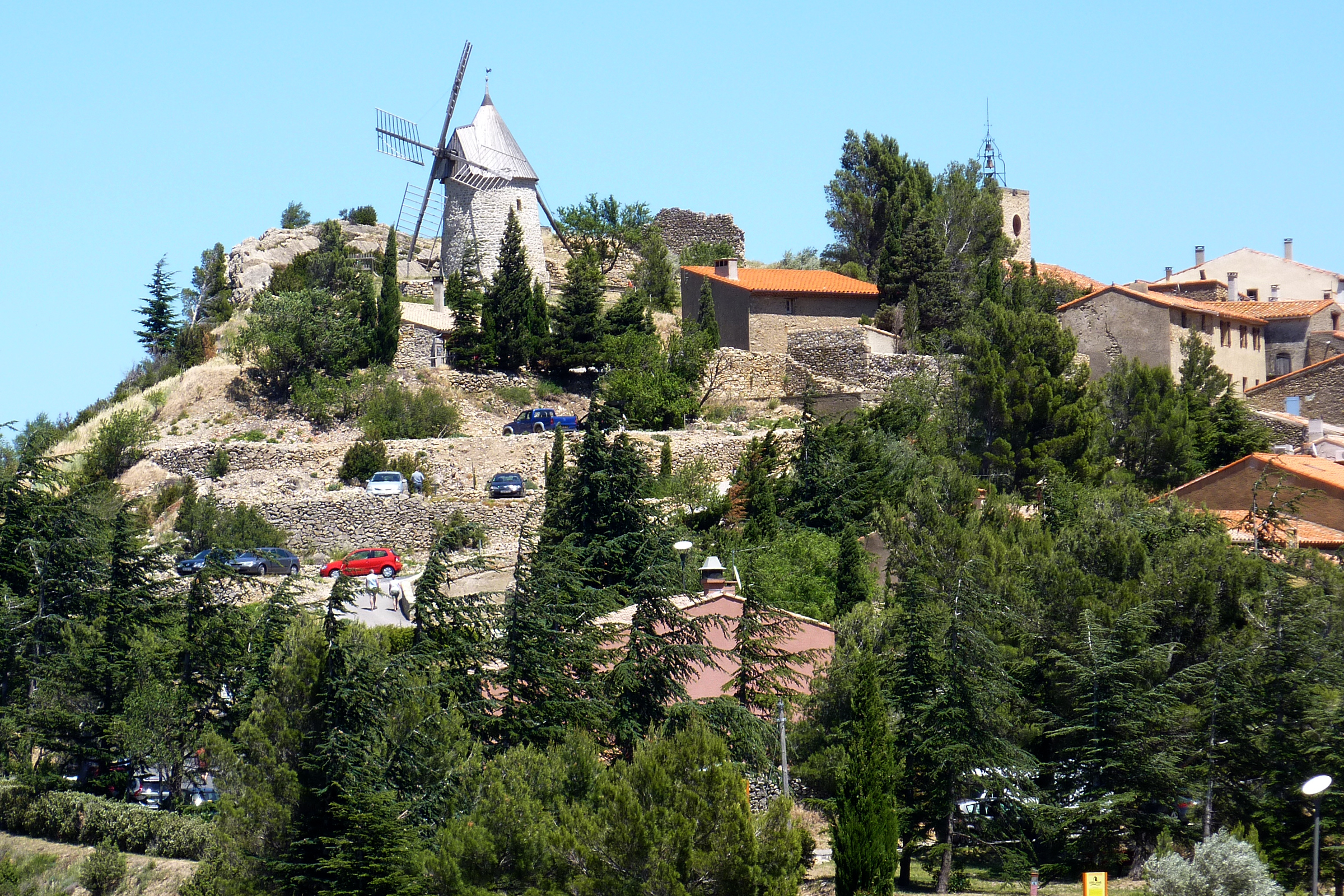
Vue partielle du village.

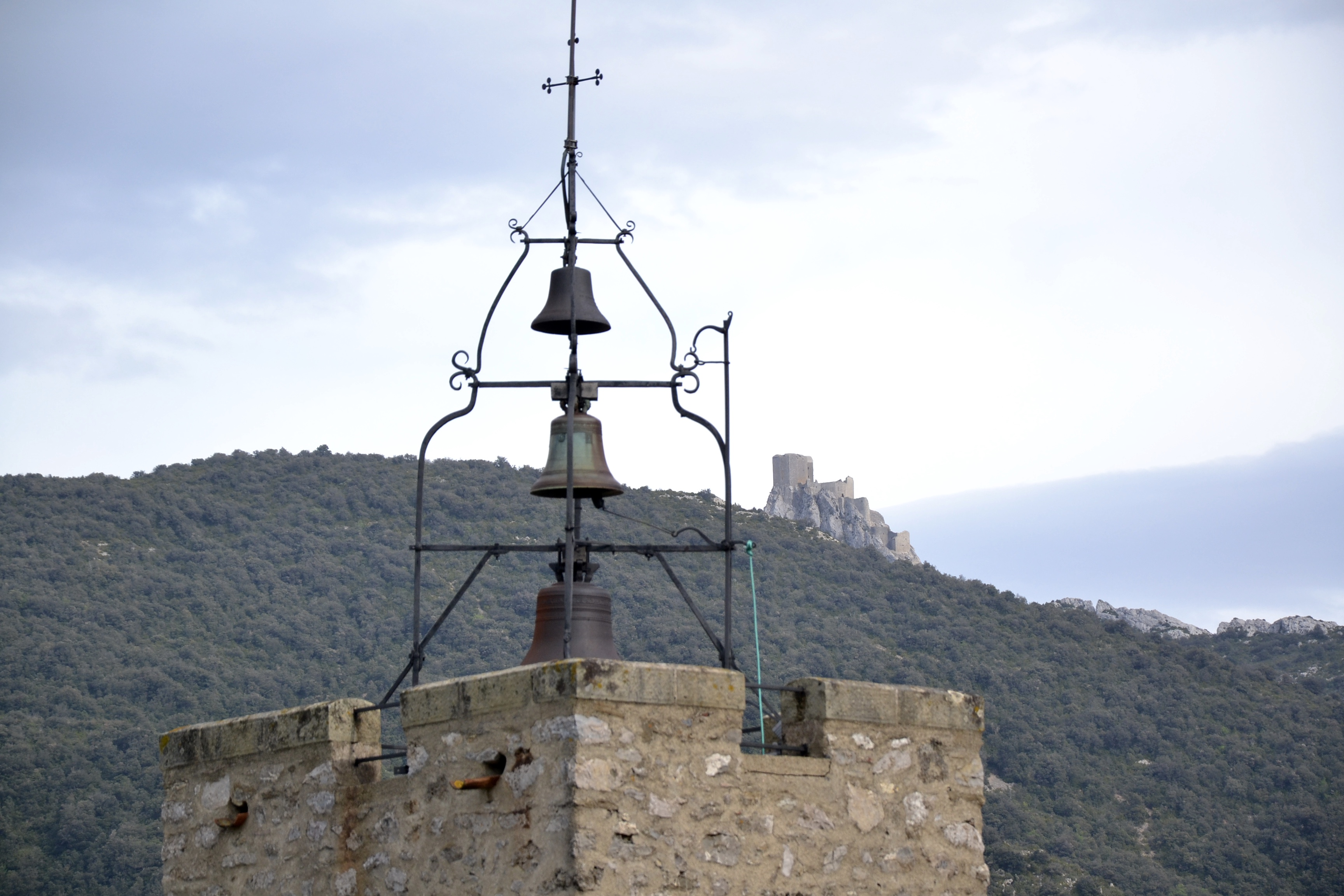
Vue sur le château de Quéribus.

Cucuniano est mentionné par écrit pour la première fois en 951, lorsque le comte du Razès, Roger Ier de Carcassonne fait don d'une partie du territoire de Cucugnan à l'abbaye de Lagrasse. Le territoire de Cucugnan fait alors partie du pagus du Perpertusès, division administrative du comté du Razès, alors sous la souveraineté des Carolingiens.
Vers 863-864, le comté du Razès passe aux mains du comte de Carcassonne.
Après la guerre du Razès, qui débute en 981, le comte de Besalú prend en main, vers 1010, le commandement du Perapertusès.
À la fin du Xe siècle, l'émiettement du pouvoir carolingien entraine la multiplication des forteresses sur les hauteurs telles que Quéribus et Peyrepertuse.
En 1070, Cucugnan est citée lors des serments prêtés au comte de Besalú par les nobles.
En 1111, Peyrepertuse et tout le territoire qui lui appartient, dont Cucugnan, entrent dans le domaine du comte de Barcelone.
En 1140, Bérenger de Peyrepertuse rend hommage au comte de Barcelone pour la Forteda de Cucuniano. Un ouvrage fortifié, dépendant des seigneurs de Peyrepertuse, est mentionné dès le début du XIIe siècle.
En 1193, le seigneur de Cucugnan est cité pour la première fois. Il fait partie de la branche cadette des seigneurs de Peyrepertuse.
De 1209 à 1255, pendant la croisade des Albigeois, le seigneur de Peyrepertuse se joint à la résistance languedocienne, puis se soumet au roi de France Saint Louis en même temps que le comte de Toulouse en 1241.
En 1258, le traité de Corbeil, entre les royaumes de France et d'Aragon, fixe la frontière dans le Fenouillèdes. Cucugnan sera ainsi en première ligne lors des guerres contre les Espagnols jusqu'au traité des Pyrénées de 1659.
À la fin du XVe siècle Cucugnan est détruite. Le traité des Pyrénées mettra fin à cette situation avec l'annexion par la France du Roussillon.
Au XVIe siècle, un nouveau village voit le jour au-dessous du village médiéval totalement ruiné. En 1692, les archives font état d'une maison du seigneur, qui était située, selon la tradition orale, en face de l'église actuelle. Ce village semblait fortifié comme semble l'attester une porte fortifiée située à l'ouest.

## Politique et administration

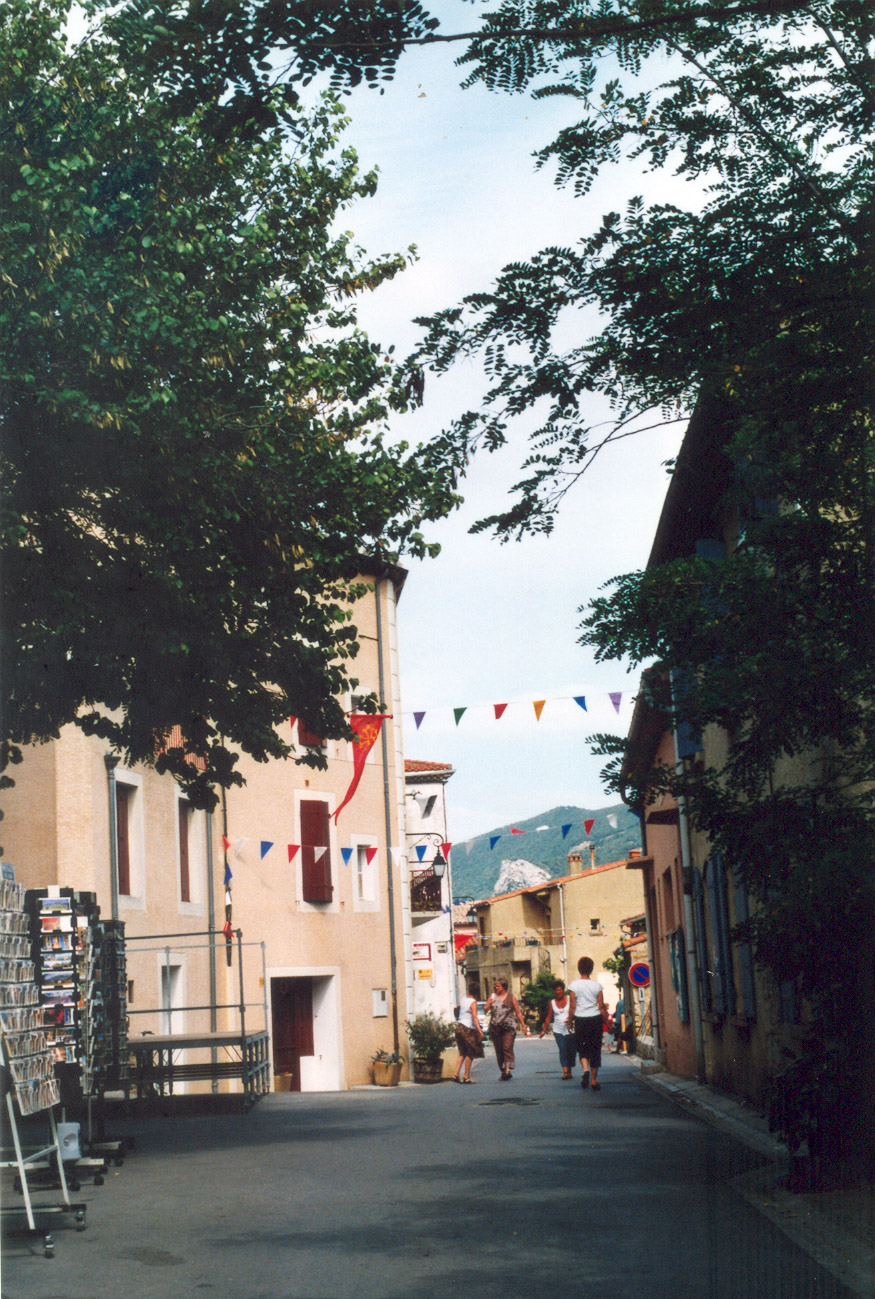
Rue de Cucugnan.

### Découpage territorial
La commune de Cucugnan est membre de la communauté de communes Corbières Salanque Méditerranée, un établissement public de coopération intercommunale (EPCI) à fiscalité propre créé le 8 décembre 2016 dont le siège est à Claira. Ce dernier est par ailleurs membre d'autres groupements intercommunaux.
Sur le plan administratif, elle est rattachée à l'arrondissement de Narbonne, au département de l'Aude, en tant que circonscription administrative de l'État, et à la région Occitanie.
Sur le plan électoral, elle dépend du canton des Corbières pour l'élection des conseillers départementaux, depuis le redécoupage cantonal de 2014 entré en vigueur en 2015, et de la troisième circonscription de l'Aude  pour les élections législatives, depuis le redécoupage électoral de 2010.

### Enseignement

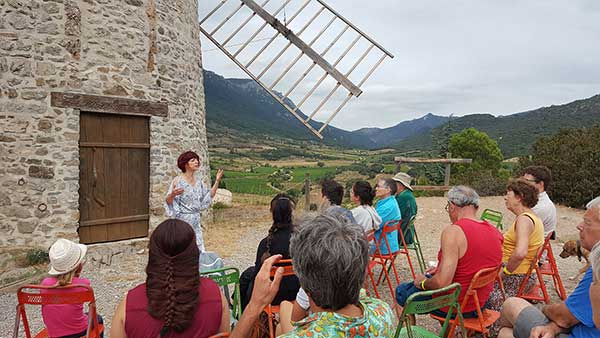
Fête du conte de Cucugnan.

### Liste des maires
| Période                                  | Période  | Identité      | Étiquette | Qualité                                            |
| ---------------------------------------- | -------- | ------------- | --------- | -------------------------------------------------- |
|                                          |          |               |           |                                                    |
| mars 1977                                | 2008     | Alain Mounié  | PS        | Conseiller général du Canton de Tuchan (1985→1998) |
| mars 2008                                | 2014     | Joël Gauch    |           |                                                    |
| 2014                                     | En cours | André Doumenc | SE        | Entrepreneur en bâtiments                          |
| Les données manquantes sont à compléter. |          |               |           |                                                    |

## Population et société

### Démographie
L'évolution du nombre d'habitants est connue à travers les recensements de la population effectués dans la commune depuis 1793. Pour les communes de moins de 10 000 habitants, une enquête de recensement portant sur toute la population est réalisée tous les cinq ans, les populations de référence des années intermédiaires étant quant à elles estimées par interpolation ou extrapolation. Pour la commune, le premier recensement exhaustif entrant dans le cadre du nouveau dispositif a été réalisé en 2007.

En 2022, la commune comptait 121 habitants, en évolution de −3,97 % par rapport à 2016 (Aude : +2,65 %, France hors Mayotte : +2,11 %).
| 1793 | 1800 | 1806 | 1821 | 1831 | 1836 | 1841 | 1846 | 1851 |
| ---- | ---- | ---- | ---- | ---- | ---- | ---- | ---- | ---- |
| 214  | 214  | 239  | 252  | 267  | 283  | 301  | 312  | 282  |

| 1856 | 1861 | 1866 | 1872 | 1876 | 1881 | 1886 | 1891 | 1896 |
| ---- | ---- | ---- | ---- | ---- | ---- | ---- | ---- | ---- |
| 299  | 288  | 271  | 280  | 268  | 262  | 261  | 231  | 218  |

| 1901 | 1906 | 1911 | 1921 | 1926 | 1931 | 1936 | 1946 | 1954 |
| ---- | ---- | ---- | ---- | ---- | ---- | ---- | ---- | ---- |
| 228  | 217  | 226  | 201  | 224  | 225  | 184  | 154  | 146  |

| 1962 | 1968 | 1975 | 1982 | 1990 | 1999 | 2006 | 2007 | 2012 |
| ---- | ---- | ---- | ---- | ---- | ---- | ---- | ---- | ---- |
| 157  | 124  | 102  | 113  | 128  | 113  | 131  | 133  | 133  |

| 2017 | 2022 | - | - | - | - | - | - | - |
| ---- | ---- | - | - | - | - | - | - | - |
| 123  | 121  | - | - | - | - | - | - | - |

### Manifestations culturelles et festivités
- Fête du conte de Cucugnan 2023 à Cucugnan et à Tautavel les 18, 19 et 20 juillet à Cucugnan et le 21 juillet à Tautavel.
- Cette année, le festival s’étoffe et se réinvente pour vous offrir un voyage à travers émotion, rire et bonne humeur. Un florilège de conteuses et conteurs vous embarquent dans leur univers aux couleurs  des cultures occitane, française et catalane avec cette année une ouverture au monde. Cette année nous accueillons la Martinique. Contes pour les grands et les petits, apéros contés,  concours de sermon, contes bilingues, balade contée, scènes ouvertes, musique, animations pour les enfants... Un magnifique programme pour rendre hommage à la culture orale.

### Sports

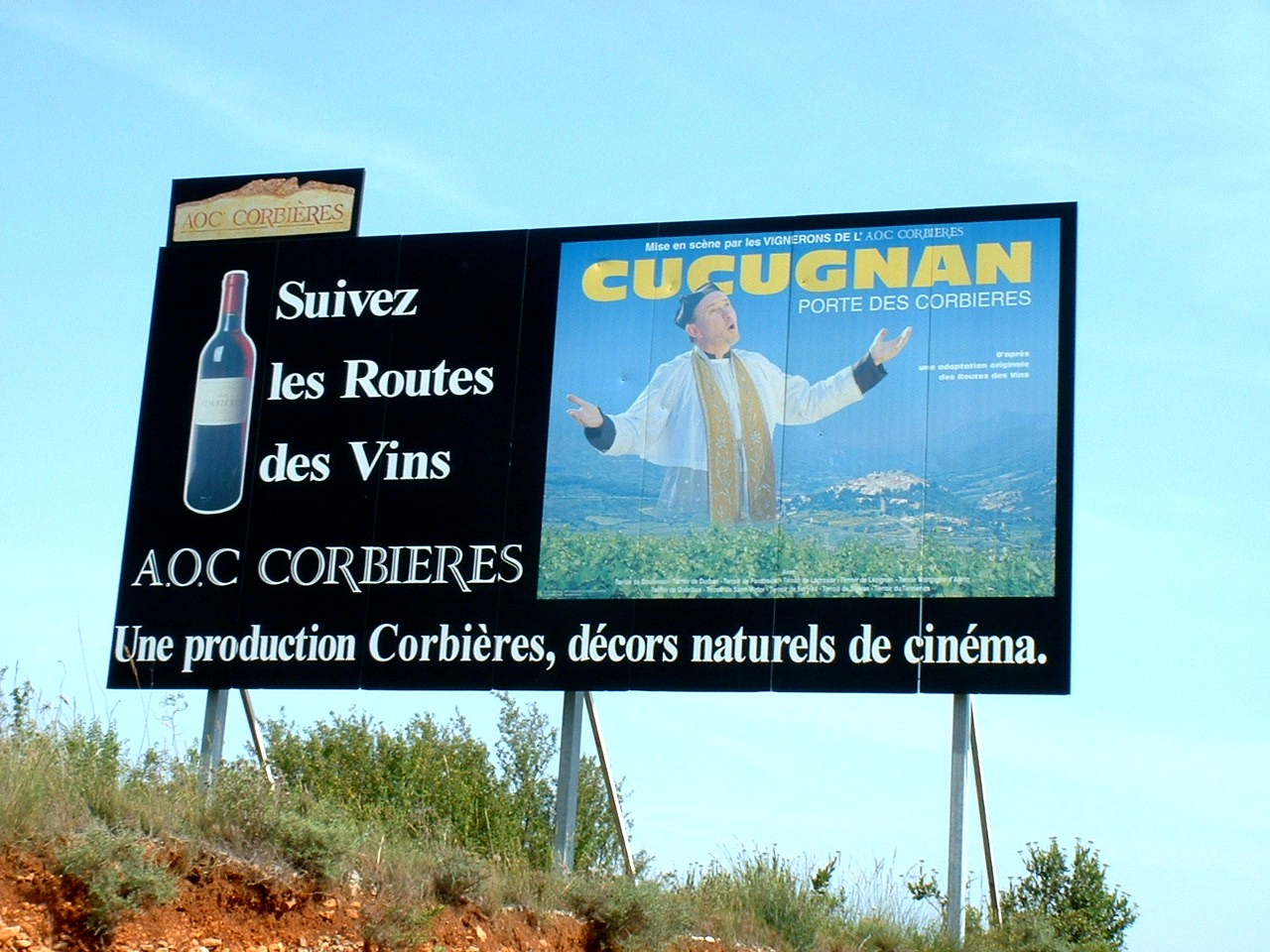
La route des vins à Cucugnan.

## Économie

### Emploi
| Division       | 2008   | 2013   | 2018   |
| -------------- | ------ | ------ | ------ |
| Commune        | 15,9 % | 11,7 % | 8,5 %  |
| Département    | 10,2 % | 12,8 % | 12,6 % |
| France entière | 8,3 %  | 10 %   | 10 %   |

En 2018, la population âgée de 15 à 64 ans s'élève à 79 personnes, parmi lesquelles on compte 86,6 % d'actifs (78,1 % ayant un emploi et 8,5 % de chômeurs) et 13,4 % d'inactifs,. En  2018, le taux de chômage communal (au sens du recensement) des 15-64 ans est inférieur à celui de la France et du département, alors qu'en 2008 la situation était inverse.
La commune est hors attraction des villes,. Elle compte 81 emplois en 2018, contre 75 en 2013 et 78 en 2008. Le nombre d'actifs ayant un emploi résidant dans la commune est de 64, soit un indicateur de concentration d'emploi de 126,3 % et un taux d'activité parmi les 15 ans ou plus de 67,6 %.
Sur ces 64 actifs de 15 ans ou plus ayant un emploi, 45 travaillent dans la commune, soit 71 % des habitants. Pour se rendre au travail, 59,1 % des habitants utilisent un véhicule personnel ou de fonction à quatre roues, 28,8 % s'y rendent en deux-roues, à vélo ou à pied et 12,1 % n'ont pas besoin de transport (travail au domicile).

### Activités hors agriculture

#### Secteurs d'activités
24 établissements sont implantés  à Cucugnan au 31 décembre 2019. Le tableau ci-dessous en détaille le nombre par secteur d'activité et compare les ratios avec ceux du département,. Le secteur du commerce de gros et de détail, des transports, de l'hébergement et de la restauration est prépondérant sur la commune puisqu'il représente 54,2 % du nombre total d'établissements de la commune (13 sur les 24 entreprises implantées  à Cucugnan), contre 32,3 % au niveau départemental.

#### Entreprises
- La boulangerie 100 % nature de Roland Feuillas - Les Maîtres de mon Moulin[37],[38],[39],[40].

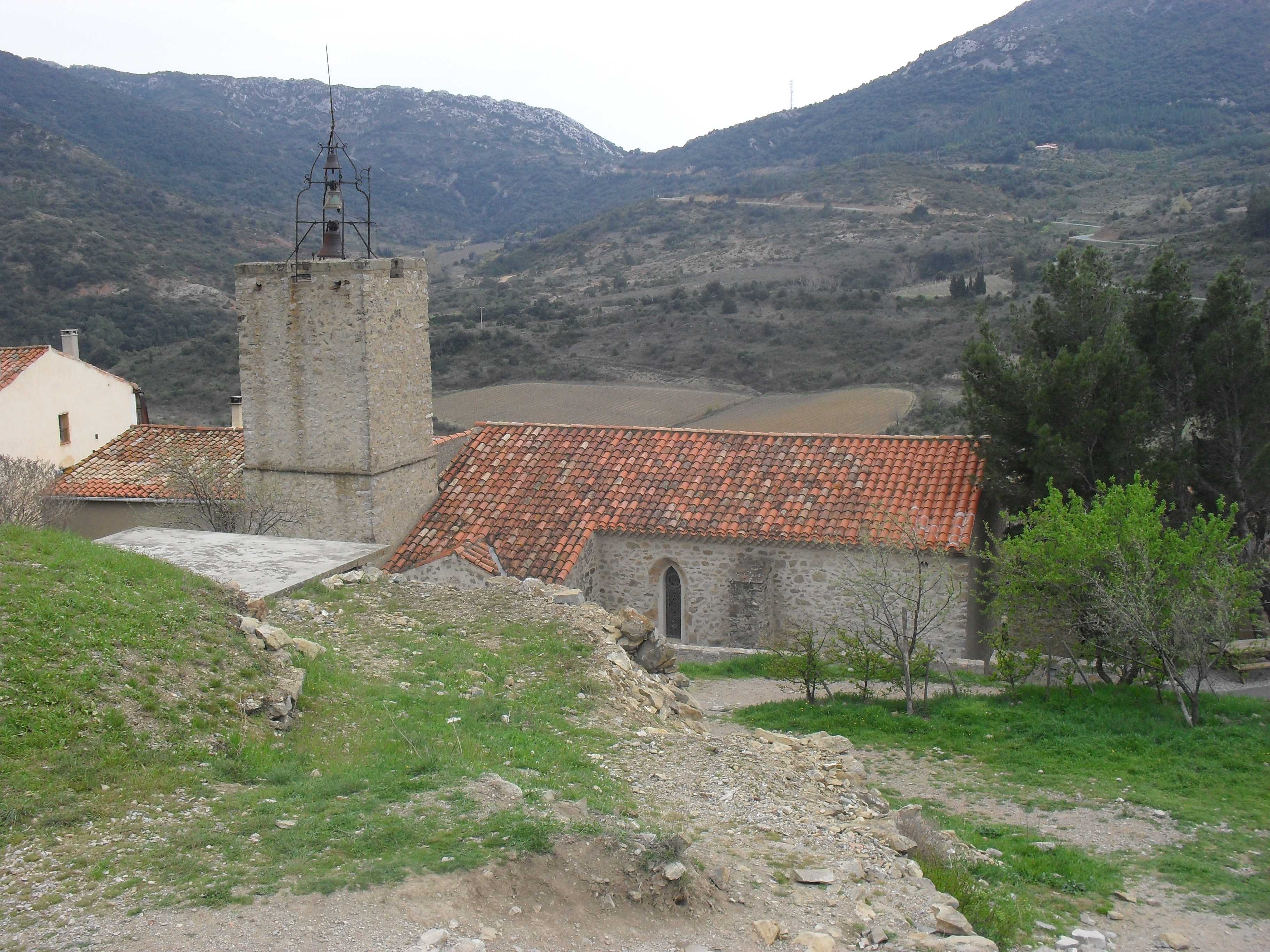
Église Saint-Julien-et-Sainte-Basilisse.

### Agriculture
La commune fait partie de la petite région agricole dénommée « Région viticole ». En 2010, l'orientation technico-économique de l'agriculture  sur la commune est la viticulture (appellation et autre).
|                                   | 1988 | 2000 | 2010 |
| --------------------------------- | ---- | ---- | ---- |
| Exploitations                     | 22   | 18   | 11   |
| Superficie agricole utilisée (ha) | 272  | 221  | 413  |

Le nombre d'exploitations agricoles en activité et ayant leur siège dans la commune est passé de 22 lors du recensement agricole de 1988 à 18 en 2000 puis à 11 en 2010, soit une baisse de 50 % en 22 ans. Le même mouvement est observé à l'échelle du département qui a perdu pendant cette période 52 % de ses exploitations. La surface agricole utilisée sur la commune a quant à elle augmenté, passant de 272 ha en 1988 à 413 ha en 2010. Parallèlement la surface agricole utilisée moyenne par exploitation a augmenté, passant de 12 à 38 ha.

## Culture locale et patrimoine

### Lieux et monuments

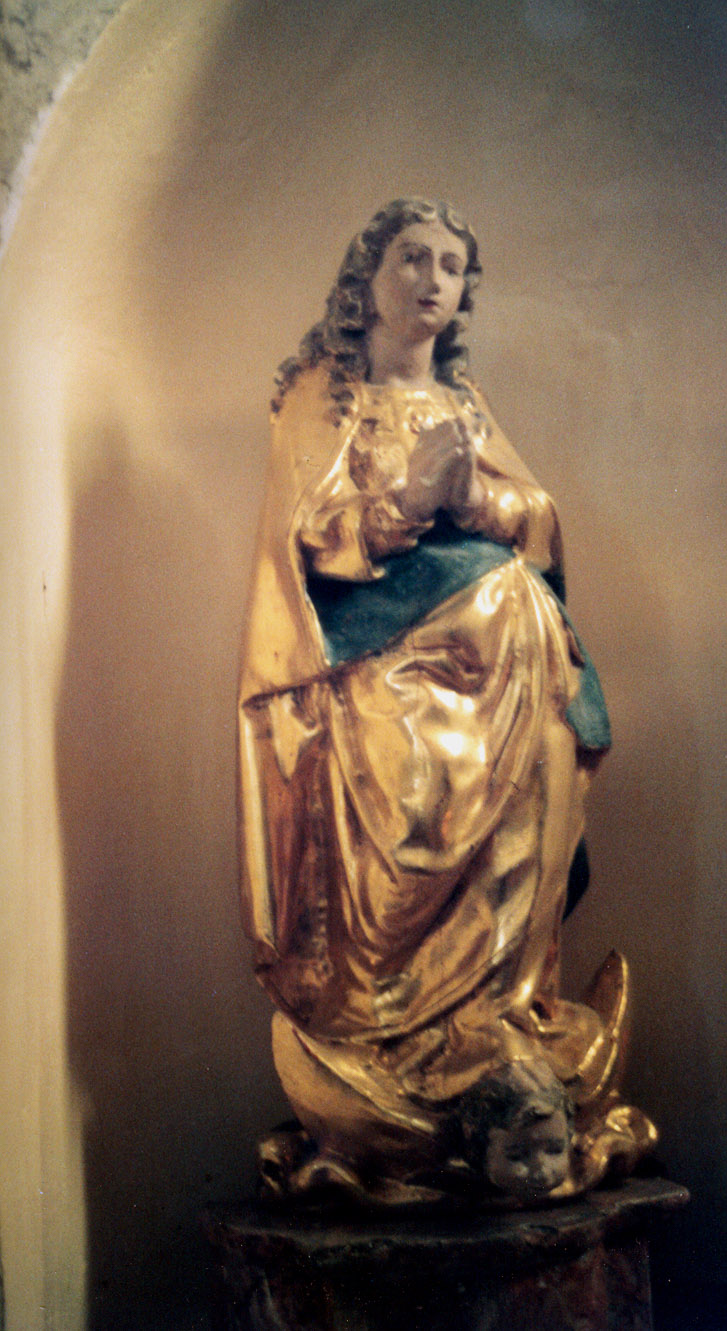
Vierge enceinte.

Cucugnan est dans une plaine à laquelle on accède par le grau de Maury qui est dominé et qui fut contrôlé par le château de Quéribus, dernière citadelle cathare et sentinelle française aux portes de l'Espagne jusqu'en 1659 (traité des Pyrénées, déplaçant la frontière à la chaîne des Albères).
Cucugnan est un village artisanal, surmonté par l'église Saint-Julien-et-Sainte-Basilisse mentionnée pour la première fois en 1360 et abritant une Vierge enceinte.
Les vestiges d'un castrum sont encore visibles au-dessus du Moulin d'Omer en activité. La commune de Cucugnan dévoile dans ses montagnes et sa garrigue une multitude de bâtiments anciens (XIIIe).
Tout au sommet du village, le moulin seigneurial avait été préservé à la suite de la Révolution française. Particularité remarquable de ce moulin, il bénéficie toujours d'un droit de mouture et d'un contingent de 837 quintaux. Les conditions aérologiques exceptionnelles de la vallée du Triby et de la fréquence des jours ventés ont permis sa remise en exploitation au début de 2006. La chaîne complète du grain au pain peut être un but de visite.
Moulin d'Omer

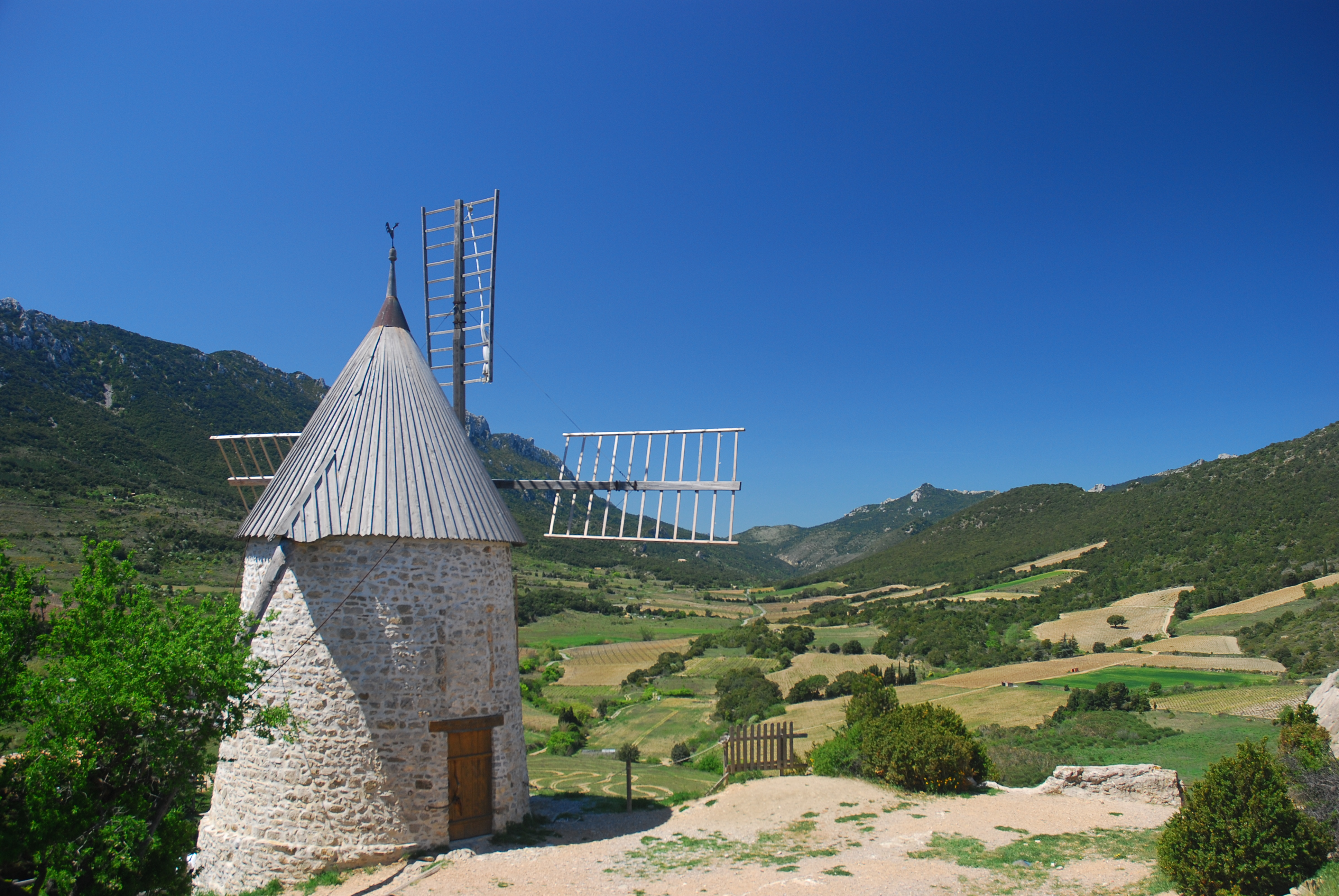
Le moulin surplombant le village et remis en exploitation en 2006.

Le moulin  est bâti à même le rocher en pente, au-dessus de trois anciennes aires de battage.
Ce moulin à vent qui est mentionné sur des documents d'archives en 1692, appartient, alors, aux seigneurs de Cucugnan et le restera jusqu'à la Révolution.
En 1838, il est en ruine.
En 2003, le bâtiment et le mécanisme sont réhabilités. Ses ailes, en frêne habillées de toile, s'orientent grâce à un toit pivotant. La poutre maîtresse est en chêne, les engrenages sont en buis et les meules en granit.
Église Saint-Julien-et-Sainte-Basilisse
L'église est dédiée aux saints Julien et Basilisse. Le vocable de l'église laisse à penser qu'un bâtiment religieux existait à l'époque carolingienne, sans impliquer pour autant la présence d'un habitat regroupé. Toutefois l'église est mentionnée à partir de 1360.
Quand les seigneurs de Cucugnan affirment leur pouvoir, le lieu de culte est déplacé dans leur château en haut du village.
Cette église, très détériorée, est démolie vers 1860. Ses pierres servent à la construction de l'église actuelle qui a été restaurée en 1991.
Cette nouvelle église de style néo-gothique est composée d'une nef à trois travées, d'un chœur polygonal, de deux chapelles formant transept et un clocher.
Château de Quéribus
Gardien du Grau de Maury, Quéribus est perché sur un étroit piton rocheux à 728 mètres d'altitude. Il surveille le massif des Corbières, la Fenouillèdes et la plaine du Roussillon.
Ce château est mentionné pour la première fois en 1020, sur le testament de Bernard Taillefer, comte de Besalú.
En 1111, le territoire entre dans le domaine du comte de Barcelone et garde la frontière nord du royaume d'Aragon.
Lors de la croisade des Albigeois, le château abrite les religieux cathares, Benoit de Termes, diacre du Razès s'y réfugie et y meurt en 1241. En 1255, défendu par le chevalier Chabert de Barbeira le château tombe aux mains des croisés français d'Olivier de Termes et entre dans le royaume de France.
En 1258, avec le traité de Corbeil qui fixe la frontière dans le Fenouillèdes, Quéribus devient une pièce maitresse du dispositif défensif français, dont le centre de commandement est Carcassonne. Il est l'un des cinq fils de Carcassonne : Queribus, Aguilar, Peyrepertuse, Puilaurens et Termes.
Entièrement reconstruit par les rois de France à la fin du XIIIe et XIVe siècle, il perd son intérêt stratégique en 1659 lors du traité des Pyrénées.
Le château de Quéribus est classé monument historique depuis le 11 octobre 1907.

### Patrimoine environnemental
Le Grau de Maury est un col du Massif des Corbières qui marque la limite de l'Aude et des Pyrénées-Orientales.
Le site naturel du "Puech de Bugarach et de la crête nord du synclinal du Fenouillèdes" classé en 2017 englobe la commune.

### Personnalités liées à la commune
- Alphonse Daudet (1840-1897), publie dans L’Événement du 28 octobre 1866, puis dans le recueil des Lettres de mon moulin en 1869, une nouvelle intitulée : Le Curé de Cucugnan. C’est la plus célèbre version de l'histoire du sermon de ce bon curé qui, voulant faire revenir ses ouailles dans le droit chemin, leur raconte un voyage imaginaire au paradis, au purgatoire puis en enfer, où il trouve tous les anciens Cucugnanais. Achille Mir en a écrit une adaptation en provençal : Lou sermou dal Curat de Cucugna en 1886[47]. Une structure - baptisée théâtre Achille-Mir - présente toute l'année un spectacle conté et animé qui s'intitule Le Sermon du curé de Cucugnan, avec la voix d'Henri Gougaud.
- Marcel Pagnol (1895-1974), a mis en scène en 1954 dans son film "Les Lettres de mon moulin", trois contes du livre de Daudet ("Le Secret de Maître Cornille", "Les 3 messes basses" et "l'élixir du Révérend Père Gaucher") suivis en 1967 d'une adaptation télévisuelle du "Curé de Cucugnan".

### Héraldique
| Blason de Cucugnan | Blason  | Fuselé d'argent et de sinople, à la croix cléchée et pommetée de douze pièces de gueules (croix occitane), brochant sur le tout. |
| Blason de Cucugnan | Détails | Le statut officiel du blason reste à déterminer.                                                                                 |
| Blason de Cucugnan | Alias   | D'argent, à une fasce fuselée d'argent et de sinople.                                                                            |